# کین (داکوتای شمالی)
کین (به انگلیسی: Keene) یک منطقهٔ مسکونی در ایالات متحده آمریکا است که در شهرستان مکنزی، داکوتای شمالی واقع شده‌است. کین ۹۵٫۵ کیلومتر مربع مساحت و ۳۵ نفر جمعیت دارد و ۷۴۵ متر بالاتر از سطح دریا واقع شده‌است.